# Soda (bande dessinée)
Pour les articles homonymes, voir Soda (homonymie).
Soda est une série de bande dessinée de polar semi-réaliste franco-belge créée et écrite dès 1985 par Philippe Tome, et dessinée par Luc Warnant jusqu'en 1989. Ce dernier fut remplacé par Bruno Gazzotti, puis par Dan Verlinden. Publiées aux éditions Dupuis, les premières planches furent d'abord prépubliées dans Spirou en octobre 1986 avant d'être éditées en album cartonné dès septembre 1987.
Le titre est un acronyme du nom du personnage principal, SOlomon DAvid.

## Synopsis
Fils unique de Joseph Nathanael Solomon et Mary McIntire, le lieutenant David Elliot Hanneth Solomon, dit « Soda » est un policier new-yorkais taciturne et efficace. Pour ménager sa mère, à la fois cardiaque et très croyante, il lui a fait croire qu'il n'était qu'un paisible pasteur un peu peureux. Après la mort violente de Joseph, père de David et shérif de Providence (Arizona), Mary, bouleversée, se réfugie chez son fils à New York, au 416 Church Avenue, Manhattan. Incapable de lui avouer qu'il est devenu lui-même policier, David continue de lui jouer la comédie. Habitant au vingt-troisième étage, il a appris à se changer en moins d'une minute tous les matins dans l'ascenseur pour quitter son costume de ministre du culte et redevenir le glacial lieutenant Soda. David envisage régulièrement d'avouer à sa mère sa véritable profession, mais à chaque épisode, une circonstance nouvelle l'en empêche ou le convainc de repousser cette douloureuse confession à plus tard.
Chaque tome de la série raconte une histoire indépendante des autres titres, bien que les personnages principaux restent les mêmes (Soda, sa mère, ses collègues policiers). Elle se conclut aussi de la même manière : une vue de l'ascenseur, la « frontière » entre ses deux vies.

## Historique
Après avoir abandonné un projet avec Yann considéré comme trop « dur », le dessinateur Luc Warnant recherche un scénariste et découvre en 1984 que Philippe Tome et Janry reprennent la série populaire Spirou et Fantasio. « Je l'ai donc contacté et, par chance, il aimait bien ce que je faisais aussi. Il m'a dit qu'il travaillait sur un projet, sans me dire ce que c'était, et que dès que ce serait un peu plus abouti, il m'en parlerait. Je n'avais aucune idée de ce que c'était, mais j'avais très envie de collaborer avec lui. Tome m'a rapidement recontacté et m'a proposé Soda. Emballé, j'ai réalisé les premières planches qui lui ont beaucoup plu, nous étions en 1986 ».
En 1989, le dessinateur décide d'arrêter à la onzième planche du troisième tome Tu ne buteras point : « J'étais très mal. La bande dessinée représentait toute ma vie, j'avais fait les études pour cela, je ne savais rien faire d'autre et quand finalement, j'arrive à me faire une place parmi les auteurs qui marchent, je suis obligé, contraint de renoncer. ». Il vend alors ses droits et autorise Tome à continuer son projet avec un nouveau dessinateur. Le choix s'arrête sur Bruno Gazzotti, l'assistant de Tome et Janry avec qui il avait travaillé sur Le Petit Spirou.
Quant à Luc Warnant, il s'est ensuite consacré à la réalisation d'animation 3D, notamment dans le domaine publicitaire.
En novembre 2010, cinq ans après la sortie du tome 12, Bruno Gazzotti, au moyen de son blog, fait savoir « qu'il ne s'occupera plus du dessin de Soda, du moins pas pour les deux prochains épisodes ».
En octobre 2011, Philippe Tome présente sur sa page Facebook la première image issue du treizième tome : « Soda 13. Preview. Sous un autre pinceau qui me permet de saluer au passage toutes les pointures qui ont transpiré (et/ou transpirent encore) sur mes petites histoires. Merci de faire du bruit pour eux. Sans exception. ;-)  ». Dan Verlinden se révèle être le successeur désigné de Gazzotti pour cet album, qui devait être le premier d'un diptyque, ayant déjà assisté Janry dans les récents tomes du Petit Spirou, ainsi que sur l'épisode Luna fatale de Spirou et Fantasio. L'information est confirmée par le Journal de Spirou dans son numéro 3881 du 29 août 2012 dans lequel Dan Verlinden annonce avoir commencé les premières pages du tome 13. En avril 2014, les deux auteurs et les Éditions Dupuis confirment la sortie de l'album 13, intitulé Résurrection, pour novembre de la même année, pré-publié dès septembre dans le Journal de Spirou.
Philippe Tome, scénariste de toute la série, décède en octobre 2019. Dans un entretien accordée au site ActuaBD le 6 novembre 2019, Frédéric Niffle, directeur du Journal de Spirou explique que la parution du quatorzième tome de la série est toujours prévue, sans préciser de date.
Un nouveau tome, non numéroté et racontant une histoire indépendante (quoique faisant référence aux autres histoires), sort en juin 2023 : Le Pasteur sanglant. Dessiné par Bruno Gazzotti, c'est Olivier Bocquet qui en assure le scénario.
La sortie de la suite du diptyque, intitulée Révélations, est finalement annoncée pour novembre 2024. Dupuis profite de la sortie de ce nouvel album pour refaire la numérotation du tome précédent: désormais, Résurrection et Révélations feront partie d'un diptyque hors-série .

## Personnages
- Lieutenant Soda : de vrai nom David Ellioth Hanneth Solomon, est policier new-yorkais et se déguise en pasteur, autre activité à laquelle sa mère Mary croit toujours depuis son emménagement à New York. Ayant perdu son père, shérif à Providence (Arizona), assassiné, il fait tout pour que sa mère ne prenne pas peur en raison de ses malaises cardiaques. Signe particulier : il lui manque l'annulaire et l'auriculaire gauche, et il porte un gant pour cacher la cicatrice. Son arme de service est un révolver Colt Python à canon long (15 cm) en .357 Magnum.
- Caporal Linda Tchaïkowsky : jeune, belle, grande et vigoureuse femme noire, coéquipière de Soda (à partir du troisième tome) et petite amie occasionnelle et compagne parfois envisagée de celui-ci. Adepte des méthodes policières musclées.
- Sergent Arthur Bab's : collègue policier spécialiste des recherches dans les dossiers et sur Internet. Complice des cachotteries de Soda à sa mère. Cinq ou six enfants, une femme, Martha, et des aventures occasionnelles, dont une avec le caporal Linda Tchaïkowsky dans le troisième tome.
- Mary Solomon : la mère de Soda, a quitté la ville de Providence après la mort de son mari, shérif, pour venir vivre auprès de son fils à New York, où elle ne quitte presque plus l'appartement ; elle ne lit pas les journaux à cause de la violence.
- Goliath : le chat de Mary et Soda, gras et doté d'un mauvais caractère.
- Capitaine Pronzini : son supérieur (à partir du second tome). Il y a toujours un animal familier dans son bureau (tome 3 : Sonia la tortue, tome 4 : mouche puis Ursula le chaton, tome 5 : cobaye, tome 7 : grenouille, tome 8 : poisson rouge, tome 11 : tamagochi, tome 12 : écureuil, tome 13 : mygale).
- Lionel : assistant blagueur de Pronzini.
- Capitaine Horatio G. Bergamo : son supérieur (dans le tome 1, à la fin duquel il se suicide). Obèse, nerveux, il tripote sans arrêt des stylos qu'il casse rapidement.
- L'oncle Fortescue McIntire : le frère de Mary, et pasteur à Providence.
- L'agent qualifié Benvenuto 'Baleinos' Balesteros Junior : cent trente kilos, apparaît dans les tomes 2 et 7 (où il meurt à la suite d'une blessure en intervention).
- "Le Cardiologue" : il vient voir la mère de David : Mary à domicile dans plusieurs tomes
- Clarence Chessnick : Pharmacien, apothicaire, herboriste qui confectionne les tisanes qui soulagent Mary et son cœur souffrant. Il a une liaison avec son employée, Margaret, beaucoup plus jeune que lui. Il apparaît (ou est cité) dans les tomes 4 et 5.
- Les sans-abri : présents à tous les coins de rue.

## Publication

### Albums
- 1. Un ange trépasse, Dupuis, Marcinelle, septembre 1987
Scénario : Tome - Dessin : Luc Warnant - Couleurs : Stéphane De Becker

Soda tente d'arrêter Larcey, une ex-infirmière qui a juré de se venger de Lincoln, un médecin aux méthodes peu orthodoxes, qui a mis un contrat sur sa tête...
- 2. Lettres à Satan, Dupuis, Marcinelle, mai 1988
Scénario : Tome - Dessin : Luc Warnant - Couleurs : Stéphane De Becker

Soda raconte à un de ses collègues son arrivée à New York, comment il en est arrivé à devenir policier et à mentir à sa mère sur son véritable métier. Logé dans un immeuble minable, il fait la connaissance de ses voisins dont un écrivain raté qui décide de l'embaucher pour lui "confectionner" des personnages à partir des autres locataires de la copropriété pour le besoin de ses livres...
- 3. Tu ne buteras point, Dupuis, Marcinelle, mars 1991
Scénario : Tome - Dessin : Bruno Gazzotti, Luc Warnant - Couleurs : Stéphane De Becker

Le révérend de Providence rend visite à Mary qui lui propose d'assister David dans son rôle de pasteur. Paniqué, le policier loue une "paroisse" et se sert d'un convoi de prisonniers comme fidèles. Mais les criminels en profitent pour s'échapper et capturer le révérend...
- 4. Dieu est mort ce soir, Dupuis, Marcinelle, février 1993
Scénario : Tome - Dessin : Bruno Gazzotti - Couleurs : Stéphane De Becker

Soda doit retrouver un billet de cent dollars spécial avant un tueur à gages qui, s'il y arrive, connaîtra le nom de sa prochaine cible. Ledit billet va passer entre les mains de nombreux personnages, tous liés entre eux par un même individu, si puissant qu'on le surnomme "Dieu"...
- 5. Fureur chez les saints, Dupuis, Marcinelle, novembre 1993
Scénario : Tome - Dessin : Bruno Gazzotti - Couleurs : Stéphane De Becker

Soda s'engage à retrouver la fillette d'un témoin principal dans une grosse affaire, qui a été enlevée. Il découvre vite qu'une abbaye du centre-ville sert de planque aux ravisseurs...
- 6. Confessions Express, Dupuis, Marcinelle, octobre 1994
Scénario : Tome - Dessin : Bruno Gazzotti - Couleurs : Stéphane De Becker

Pendant que sa mère patiente à l'hôpital pour des examens, Soda mène l'enquête sur la mort mystérieuse d'une jeune femme. Cette affaire va le mener à découvrir un véritable complot visant une personnalité importante de New York...
- 7. Lève-toi et meurs, Dupuis, Marcinelle, novembre 1995
Scénario : Tome - Dessin : Bruno Gazzotti - Couleurs : Cerise

Soda fait équipe avec un nouveau collègue aux méthodes pour le moins étranges. Néanmoins, le lieutenant ne semble pas se méfier de ce collaborateur trop zélé...
- 8. Tuez en paix, Dupuis, Marcinelle, novembre 1996
Scénario : Tome - Dessin : Bruno Gazzotti - Couleurs : Cerise

Soda parvient à arrêter un homme puissant. Ce dernier, revanchard, pose un contrat sur la tête de Mary, la mère de David. Le policier doit faire face à une armée d'assassins en compétition pour toucher la prime...
- 9. Et délivre-nous du mal[10], Dupuis, Marcinelle, novembre 1997
Scénario : Tome - Dessin : Bruno Gazzotti - Couleurs : Cerise

Soda et sa mère partent en vacances à Providence, ville où ils ont vécu avant la mort du père de David, qui était lui aussi policier. Mais quelques malfrats locaux, apparemment responsables du crime, redoutent une vengeance du fils...
- 10. Dieu seul le sait[11], Dupuis, Marcinelle, février 1999
Scénario : Tome - Dessin : Bruno Gazzotti - Couleurs : Cerise

Lors d'une course-poursuite, Soda a un accident. Le choc est si violent qu'il en oublie qu'il est policier et pense qu'il est réellement pasteur. Sa collègue Linda va tout faire pour l'aider à retrouver la mémoire malgré la réticence du principal intéressé. Mary elle-même trouve que son fils a changé...
- 11. Prières et balistiques[12], Dupuis, Marcinelle, décembre 2001
Scénario : Tome - Dessin : Bruno Gazzotti - Couleurs : Cerise

David se pose des questions et serait prêt à passer du côté obscur pour toucher dix millions et prendre des vacances illimités avec sa mère. Mais cette dernière lui cache quelque chose : elle semble tombée sous le charme d'un parrain qui se dit à la retraite...
- 12. Code apocalypse, Dupuis, Marcinelle, juin 2005
Scénario : Tome - Dessin : Bruno Gazzotti - Couleurs : Cerise

Lors d'une intervention, Soda exécute un tueur à la solde d'une agence de services spéciaux. Celle-ci exerce un chantage afin de contraindre le policier à terminer la mission de son défunt agent…
- 1/2. Résurrection, Dupuis, Marcinelle, novembre 2014
Scénario : Tome - Dessin : Dan - Couleurs : Stéphane De Becker

Dans le métro, Mary a reçu, de la part d'un sombre personnage équipé d'un sac à dos, le conseil de ne pas s'y rendre les jours suivants. David se lance rapidement sur une piste terroriste.
Ce tome, numéroté précédemment 13, ne fait plus partie de la série dans sa nouvelle édition éditée en avril 2023. Il constitue un diptyque avec le tome 2/2.
- 13. Le pasteur sanglant, Dupuis, Marcinelle, juin 2023
Scénario : Olivier Bocquet - Dessin : Bruno Gazzotti - Couleurs : Usagi

Soda est sujet à des insomnies et des pertes de mémoires. En parallèle, un mystérieux tueur tue des femmes et agrafe des pages de calendrier sur le crâne...
- 2/2. Révélations, Dupuis, Marcinelle, novembre 2024
Scénario : Tome - Dessin : Dan - Couleurs : Cerise

### RevuesSpirou
- Un ange trépasse, no 2506 du 22 avril 1986 au no 2509 du 13 septembre 1987
- Lettres à Satan, no 2592 du 15 décembre 1987 au no 2602 du 23 février 1988
- Tu ne buteras point, no 2736 du 19 septembre 1990 au no 2750 du 26 mars 1991
- Dieu est mort ce soir, no 2840 du 16 septembre 1992 au no 2850 du 25 février 1993
- Fureur chez les saints, no 2883 du 14 juillet 1993 au no 2892 du 15 septembre 1993
- Confession express, no 2935 du 13 juillet 1994 au no 2944 du 14 septembre 1994
- Lève–toi et meurs, no 2987 du 12 juillet 1995 au no 2999 du 4 octobre 1995
- Tuez en paix, no 3035 du 12 juin 1996 au no 3045 du 21 août 1996
- Et délivre–nous du mal, no 3095 du 6 août 1997 au no 3105 du 15 octobre 1997
- Dieu seul le sait, no 3160 du 4 novembre 1998 au no 3170 du 13 janvier 1999
- Prières et Balistique, no 3306 du 22 août 2001 au no 3316 du 31 octobre 2001
- Code apocalypse, no 3493 du 23 mars 2005 au no 3502 du 25 mai 2005
- Résurrection, no 3989 au 24 septembre 2014  au no 3995 du 5 novembre 2014
- Le pasteur sanglant, no 4435 du 12 avril 2023 au no 4442 du 31 mai 2023